# Not Falling Apart
„Not Falling Apart“ е песен на американската поп-рок група Maroon 5 от албума им It Won't Be Soon Before Long. В албумът с ремикси Call and Response: The Remix Album е поместен ремикс на песента на Тиесто, който е издаден като сингъл през февруари 2009 година. Ремиксът достига до трета позиция в класацията на списание Билборд – Billboard's Hot Dance Club Songs. Автор на песента е вокалистът Адам Лавин, а продуценти са Майк Елизондо и Maroon 5.